# 小艾里克湖
小艾里克湖是一个位于中国新疆维吾尔自治区克拉玛依市的湖泊，面积约为2.58平方千米，属于蒙新高原区。它的一级流域为内流区诸河，二级流域为准葛尔内流区。